# کاردانو ۱۱۴۲۱
سیارک ۱۱۴۲۱ (به انگلیسی: 11421 Cardano، نامگذاری:1999LW2) یازده هزار و چهارصد و بیست و یکمین سیارک کشف شده‌است که در ۱۰ ژوئن ۱۹۹۹ کشف شد.
قدر مطلق سیارک برابر ۱۲٫۸۰ است.